# Frans Walraevens
Frans Walraevens was een Belgisch boogschutter.

## Levensloop
Walraevens behaalde brons op de wereldkampioenschappen van 1935. Tevens behaalde hij zilver met het Belgisch team (voorts bestaande uit Oscar Kessels en Georges De Rons) op het WK van 1937.